# 娈童
孌童是指被当做女性玩弄的美男，「孌」是容貌美好的意思。在史書裡往往特指为男权貴群体提供性服務的年輕貌美男子，並成為男色文化的概念之一。

## 歷史
梁简文帝有《孌童》诗：“孌童嬌麗質，踐董復超瑕。羽帳晨香滿，珠簾夕漏賒。翠被含鴛色，雕牀鏤象牙。妙年同小史，姝貌比朝霞。”《北史·齐本纪·废帝纪》里，国子助教许散愁自称：“散愁自少以来，不登娈童之床，不入季女之室，服膺简策，不知老之将至。”
明朝淫狎娈童的風氣轉盛。郎中顧謐、黃暐在張通家飲酒，與男扮女裝的優伶相狎而被罷官。臧晉叔亦因與紅衣娈童相狎而被罷官，張岱《西湖七月半》描寫當時的社會風氣“亦船亦樓，名娃閨秀，攜及童孌，笑啼雜之，環坐露台，左右盼望，身在月下而實不看月者”。李漁《肉蒲團》內記家童書笥、劍鞘，「兩個人物都一樣妖姣，姿色都與標緻婦人一般。」沈德符认为晚明的男色风气是“盛于江南而渐染至中原”。是以明人多称男风为「南风」，有时亦称男妓卖淫场所为「南院」。
清代淫狎娈童的风气更盛，沒有禁忌，幾乎是公開同性性行為。《阅微草堂笔记·滦阳消夏录三》：“有书生嬖一娈童，相爱如夫妇，鄭板橋的小童王鳳性敏貌美、深得鄭板橋喜愛，優伶王稼長得「妖豔絕世，舉國趨之若狂」，但最終卻遭御史李森先以「淫縱不法」罪打死。”张程《衙门口：为官中国千年史》：“在清朝，狎妓是严禁的，但‘狎优’可以通融，官吏可以招伶人陪酒唱曲。于是乎，优伶在很大程度上取代了妓女的角色。他们大多为年少者，多在20岁以下，15歲以上。也称为娈童、优童、歌童等。因为优伶相貌清秀、酷似姑娘，故称像姑，俗称兔子。”專門提供娈童服務的妓院稱為相公堂子。
娈童的風氣多半與大明律、大清律對於官員及官員子弟狎妓嚴懲有關，是明清官員和京中留守的八旗子弟為規避刑罰，變相取樂的一種方式，其中有相當部分從事性交易。

## 發音
- 華語（北京官話、普通話、國語）：luán tóng（漢語拼音）、 ㄌㄨㄢˊ ㄊㄨㄥˊ（注音符號）[8]
- 廣州話：lyun5 tung4（粵拼）[9][10]
- 客家話（四縣腔）：làn thùng（客語白話字）、lanˇ tungˇ（客家語拼音方案）[11][12]
- 閩南語：loân tông（白話字）、luân tông（臺羅拼音）、ㄌㄨㄢˊ ㄉㆲˊ（方音符號）
- 連橫《臺灣語典》孌童曰貓（niau），閩南語中又稱牛郎仔、少年家。[11]